# پیزر آونگی
پیزر آونگی (نام علمی: Scirpus pendulus) نام یک گونه از سرده تزک است.